# Нормативно
Нормативно је прописано, онако како би требало да буде. Оно што ће бити истинито уколико се неко придржава прописаног.
У теорији позитивизма, нормативно означава теорију, веровања, наређење. Нормативни исказ је онај који претпоставља како би ствари требало да буду.